# 히트맨 인 런던
《히트 맨 인 런던》(영어: Skin Traffik 혹은 영어: A Hitman in London)은 2015년 공개된 액션 영화이다. 아라 파이아야가 감독했다. 게리 대니얼스, 미키 루크, 에릭 로버츠, 대릴 해나 등이 출연하였다.

## 출연
- 게리 대니얼스 - 브래들리 역
- 미키 루크 - 보걸 역
- 에릭 로버츠 - 디 이그제큐티브 역
- 대릴 해나 - 재나 역
- 마이클 매드슨 - 더 보스 역
- 아라 파이아야 - X 역
- 도미닉 스웨인 - 애나 필 역
- 앨런 포드 - 폴 역
- 제프 페이히 - 제이컵 역